# Golden (Colorado)
Golden és una població dels Estats Units a l'estat de Colorado. Segons el cens del 2000 tenia 17.159 habitants.

## Demografia
Segons el cens del 2000, Golden tenia 17.159 habitants, 6.877 habitatges, i 3.913 famílies. La densitat de població era de 735,3 habitants per km².
Dels 6.877 habitatges en un 26,4% hi vivien nens de menys de 18 anys, en un 44,7% hi vivien parelles casades, en un 8,8% dones solteres, i en un 43,1% no eren unitats familiars. En el 29,5% dels habitatges hi vivien persones soles el 5,9% de les quals corresponia a persones de 65 anys o més que vivien soles. El nombre mitjà de persones vivint en cada habitatge era de 2,31 i el nombre mitjà de persones que vivien en cada família era de 2,85.
Per edats la població es repartia de la següent manera: un 20,3% tenia menys de 18 anys, un 16,9% entre 18 i 24, un 33,4% entre 25 i 44, un 21,4% de 45 a 60 i un 8% 65 anys o més.
L'edat mediana era de 33 anys. Per cada 100 dones de 18 o més anys hi havia 118,7 homes.
La renda mediana per habitatge era de 49.115 $ i la renda mediana per família de 67.414 $. Els homes tenien una renda mediana de 41.822 $ mentre que les dones 32.413 $. La renda per capita de la població era de 25.257 $. Entorn del 3,5% de les famílies i l'11,3% de la població estaven per davall del llindar de pobresa.

## Poblacions més properes
El següent diagrama mostra les poblacions més properes.